# Tarpa
Tarpa ist eine Großgemeinde (ungarisch nagyközség) im Nordosten von Ungarn im Kreis Vásárosnamény, der zum Komitat Szabolcs-Szatmár-Bereg gehört. Der Ende des 13. Jahrhunderts erstmals urkundlich erwähnte Ort in einer fruchtbaren Ebene in der Nähe der Theiß ist durch eine der wenigen in Ungarn erhaltenen Pferdemühlen aus dem 19. Jahrhundert und für die Verarbeitung von Zwetschgen bekannt.

## Lage und Verkehr

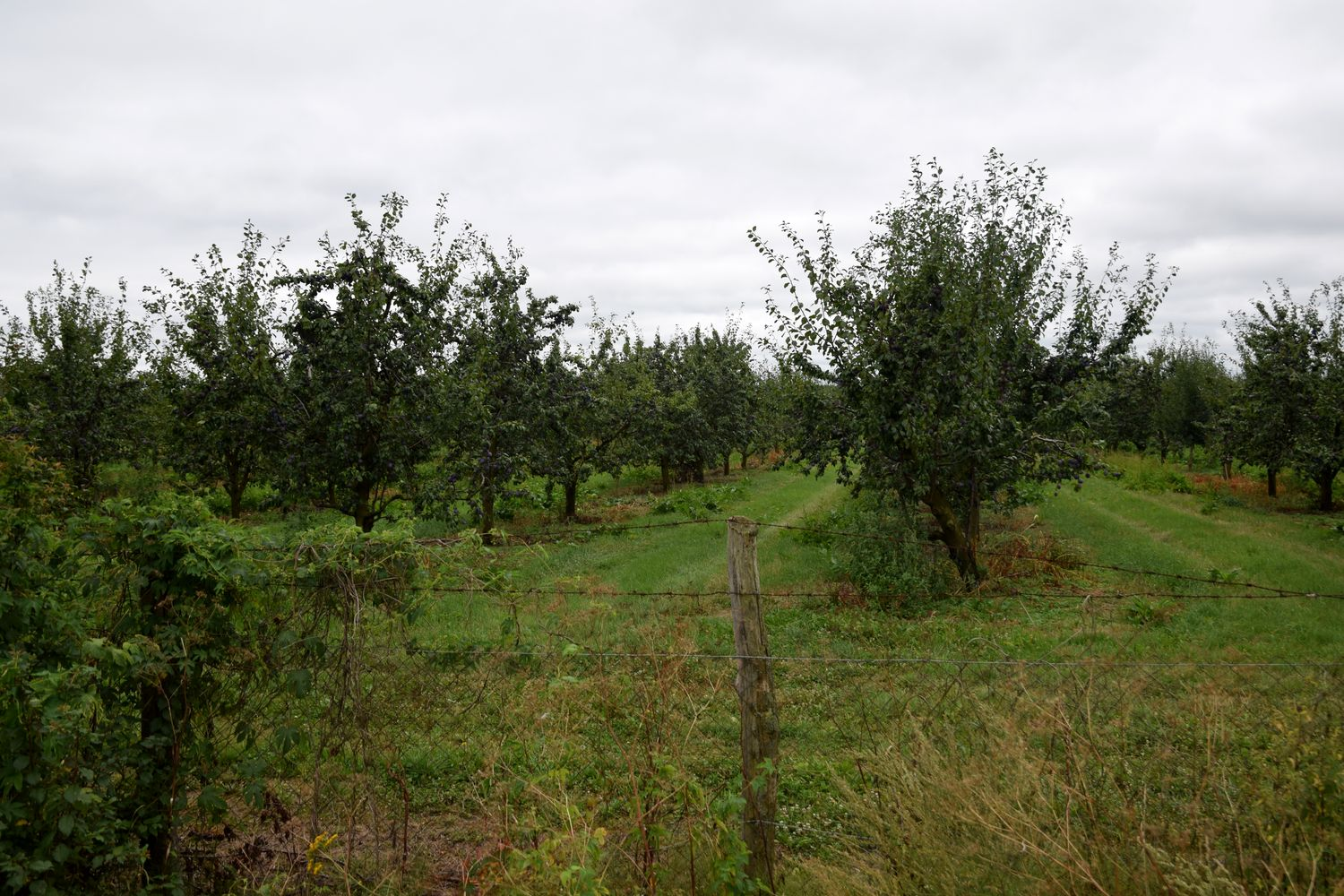
Zwetschgenplantage am Ortsrand

Tarpa liegt in der Nördlichen Großen Tiefebene auf einer Höhe von etwa 110 Metern zwischen der Theiß (Tisza), dem größten Fluss in der Region, der vier Kilometer südlich in vielen Kurven vorbeifließt, und der ebenso weit entfernten Grenze zur Ukraine im Osten. Die 49,73 Quadratkilometer umfassende Großgemeinde gehört zur historischen Region Bereg, die sich bis in die Ukraine hinein erstreckt. Die 1920 gezogene Staatsgrenze trennt die frühere Gebietshauptstadt Berehowe (ungarisch Beregszász) mit einer vorwiegend Ungarisch sprechenden Bevölkerung ab. Das ebene Land wird von mehreren Zuflüssen der Theiß und kleineren Wasserläufen durchzogen, zu denen der Szipa rund zwei Kilometer nördlich des Ortes zählt.
Das Komitat Szabolcs-Szatmár-Bereg beinhaltet mehrere unverbundene Gebiete, die seit 1982 zusammen als Szatmár-Bereg-Landschaftsschutzgebiet (Szatmár-beregi Tájvédelmi Körzet) ausgewiesen sind. Davon liegt eines im Norden und eines im Süden von Tarpa. Bis zu den ersten Ansiedlungen im 12./13. Jahrhundert bestand die gesamte Region aus Wald, Sümpfen und Torfmooren. Durch die landwirtschaftliche Nutzung und die Anlage von Entwässerungskanälen im 19. Jahrhundert sind heute die meisten Sümpfe trockengelegt.
Im Frühjahr 2001 kam es zu großflächigen Überschwemmungen in Szabolcs-Szatmár-Bereg. Durch starke Regenfälle traten die Theiß und ihre Zuflüsse über die Ufer, wodurch neun Siedlungen teilweise oder vollständig überflutet wurden. Die Gegend am rechten Ufer der Theiß von Tarpa im Süden bis nach Norden über die ukrainische Grenze wurde überschwemmt. Zwischen Tarpa und Tivadar brach ein Damm. Einige überflutete Siedlungen waren völlig zerstört und mussten neu aufgebaut werden. In dieser unterentwickelten Region in Ungarn traten als eine Folge vor allem bei den unteren Bevölkerungsgruppen, die häufig in schlecht gebauten Einraumhäusern leben, Gesundheitsprobleme auf. In Tarpa waren im Jahr 2001 nur 21 Prozent der Häuser an ein Abwasserleitungssystem angeschlossen, selbst in der Stadt Vásárosnamény waren es nur 63 Prozent der Häuser, sodass Fäkalien aus den Gruben ausgespült wurden. In anderen Dörfern besaßen überhaupt keine Häuser einen Abwasseranschluss.
Zu den Überschwemmungszonen am rechten nördlichen Ufer der Theiß gehören drei tote Nebenarme des Flusses in der Umgebung von Tarpa. Sie haben die meiste Zeit keinen Wasserzufluss und erhalten nur Frischwasser bei hohem Wasserstand der Theiß. Der nördlichste der drei ist der Helmecszeg-Nebenarm mit maximal 2 Metern Wassertiefe, der in einem 12 Hektar großen Feuchtgebiet liegt. Südlich davon erreicht der Vargaszeg in einem 6 Hektar großen Feuchtgebiet eine Wassertiefe bis zu 6 Metern. Weiter südlich folgt der Nebenarm Kiss Jánosné mit 4 Metern Tiefe in einem 8 Hektar großen Gebiet. Alle drei Nebenarme haben eine ökologisch wertvolle Pflanzenwelt, die stehenden Gewässer an der Theiß werden für den Fischfang und als Erholungsgebiete genutzt.
Die erhaltenen Waldinseln liegen zwischen kleinparzellierten Feldern verstreut. Auf diesen gedeihen vor allem Getreide (Mais, Roggen und Weizen) und Sonnenblumen. In Plantagen werden Zwetschgen und Äpfel angebaut. Wiesen dienen der Viehzucht. Alte Wälder sind mit Ulmen und Eichen bestanden. Die höchste Erhebung in der Nähe ist der 154 Meter hohe, aus Andesit bestehende Hügel Naphegy („Sonnenberg“) gut 2 Kilometer nördlich des Ortes. Südlich des Hügels erstreckt sich bis zur ukrainischen Grenze ein Waldgebiet mit über hundertjährigen Eichen.
Tarpa liegt etwa 12 Kilometer östlich der Stadt Vásárosnamény auf einer Nebenstraße, die durch die Nachbargemeinde Gulács (4 Kilometer) führt. Von Süden ist Tarpa von Fehérgyarmat über die Theiß-Brücke zwischen den Nachbardörfern Kisar am Südufer und Tivadar (4 Kilometer) am Nordufer zu erreichen; die Straße führt nach Norden 7 Kilometer weiter am Naphegy vorbei bis Beregsurány an der ukrainischen Grenze. Weitere Nachbarorte sind Szatmárcseke im Südosten, Nagyar im Süden, Hetefejércse im Westen und Csaroda im Nordwesten.
Der nächste Bahnhof befindet sich in Vásárosnamény. Von dort und von Fehérgyarmat fahren an Werktagen mehrere Busse nach Tarpa. Zwischen den Dörfern verkehren nur selten Busse.

## Geschichte

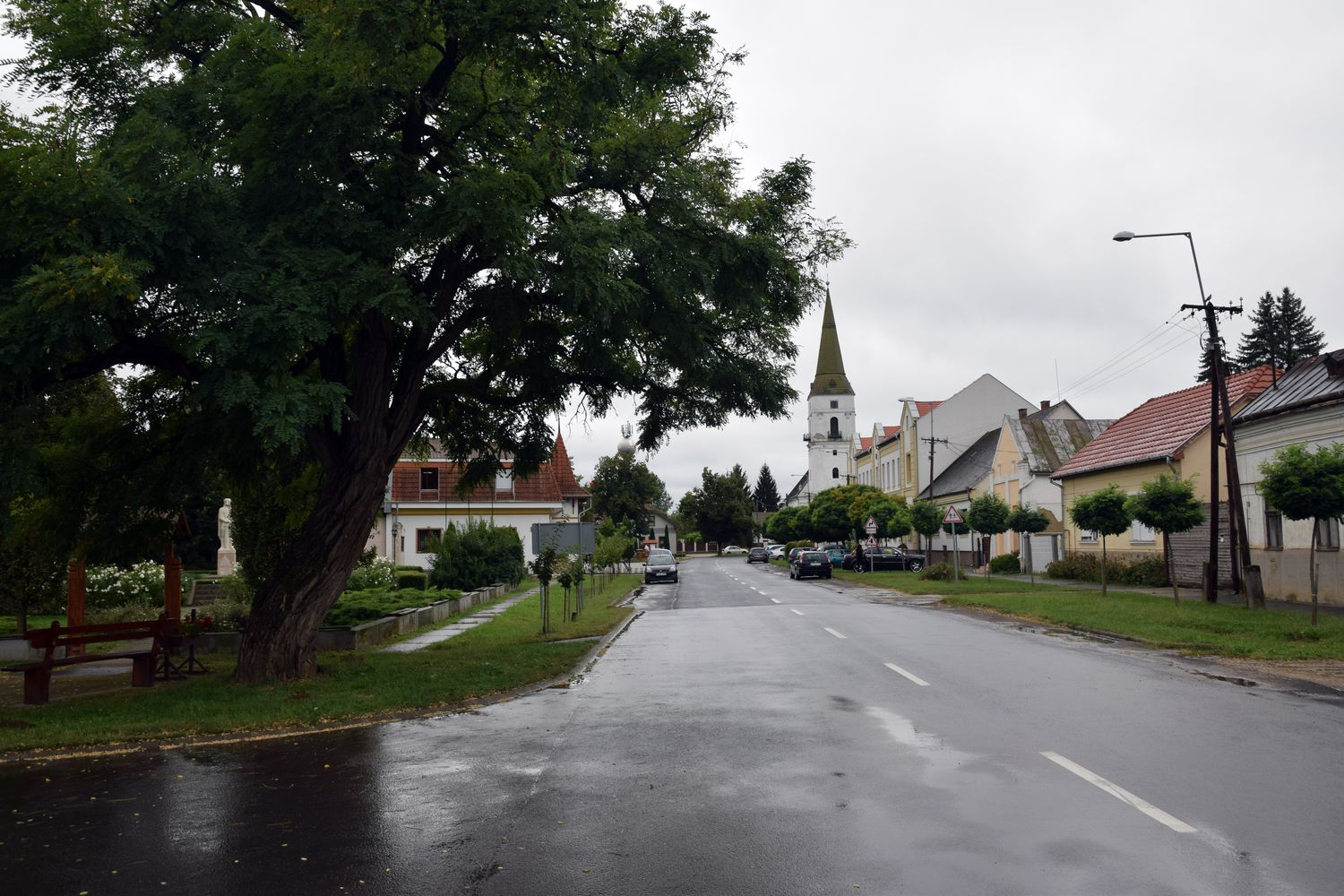
Calvinistische Kirche im Ortszentrum

Am Rand des Hügels Naphegy liegt eine bei Archäologen als Tarpa-Márki tanya („Tarpa-Márki-Gehöft“) bekannte Fundstätte, bei der Gebrauchsgegenstände aus dem Mesolithikum ausgegraben wurde. Zusammen mit den Funden von Jászberény und anderen Orten in der Tiefebene (Szekszárd-Palánk, Sződliget und Kaposhomok) wurden deren typologische Merkmale zur Gruppe der „ungarischen Nordtiefebenen-Mesolithindustrie“ zusammengefasst. In Tarpa-Márki tanya wurden außerdem mittelpaläolithische Steingeräte und neolithische Topfscherben freigelegt. Die Forschungsergebnisse wurden zunächst 1969 und 1983 publiziert. Eine sichere Zuordnung der Funde zu archäologischen Perioden ist jedoch nicht möglich. Aus dem Mesolithikum stammen unter anderem trapezförmige Mikrolithe.
Tarpa wird in den Urkunden erstmals 1299 erwähnt, als es bereits eine dem heiligen Andreas geweihte (romanische) Kirche besaß. Um diese Zeit tauchen auch die anderen Orte der Region in schriftlichen Quellen auf. Aus westlichen Ländern wurden damals Bauern, genannt hospes („Gäste“), zur Neuansiedlung in Ungarn angelockt. Im 14. Jahrhundert gehörte der Ort zum Besitz der Burg von Munkács (heute in der westukrainischen Stadt Mukatschewo), die der ungarische König Béla IV. (reg. 1235–1270) erbauen ließ. König Sigismund, seit 1387 König von Ungarn und Kroatien, schenkte eine Hälfte des Dorfes dem kroatischen Ban Albert Nagymihályi (1380–1433). Das übrige Dorfland gelangte durch Vererbung in den Besitz der ungarischen Adelsfamilie Báthory, die in der ersten Hälfte des 15. Jahrhunderts anstelle der romanischen Kirche ein Gotteshaus im gotischen Stil errichten ließ. Zu jener Zeit lebten etwa 480 Einwohner in dem Ort, der zu den größten in der Umgebung gehörte.
Von den Zerstörungen während der osmanischen Herrschaft im 16. und 17. Jahrhundert blieb das Dorf wegen seiner Abgeschiedenheit weit im Nordosten verschont. Im Jahr 1626 erhielten die neben den leibeigenen Bauern im Dorf lebenden Händler Zollfreiheit und 1665 gewährte König Leopold I. (reg. als König von Ungarn 1655–1705) Tarpa das Marktrecht. Die Kirche von Tarpa war wie im ganzen Land zunächst römisch-katholisch, bevor sich im 16. Jahrhundert der Calvinismus ausbreitete. Die Gutsbesitzerin Sophia Báthory (1629–1680) versuchte während der Gegenreformation im 17. Jahrhundert den Einwohnern von Tarpa die Rückkehr zum katholischen Glauben aufzuzwingen. An dem von Franz II. Rákóczi geleiteten ungarischen Nationalaufstand gegen die Habsburger von 1703 bis 1711 war auch der in Tarpa geborene Tamás Esze (1666–1708) mit seinen Kämpfern maßgeblich beteiligt. Zum Dank für ihren Einsatz wurde Tarpa zunächst zu einer Heiduckensiedlung erklärt. Dies bedeutete, die Bewohner mussten nur Militärdienst, aber keinen Frondienst leisten und konnten die jährlichen Abgaben mit Geldzahlungen begleichen. Das Privileg wurde zwar nicht vom König bestätigt, aber von der Grundbesitzerfamilie Károlyi, die auf das Adelsgeschlecht Báthory gefolgt war, bis zum Jahr 1850 akzeptiert.

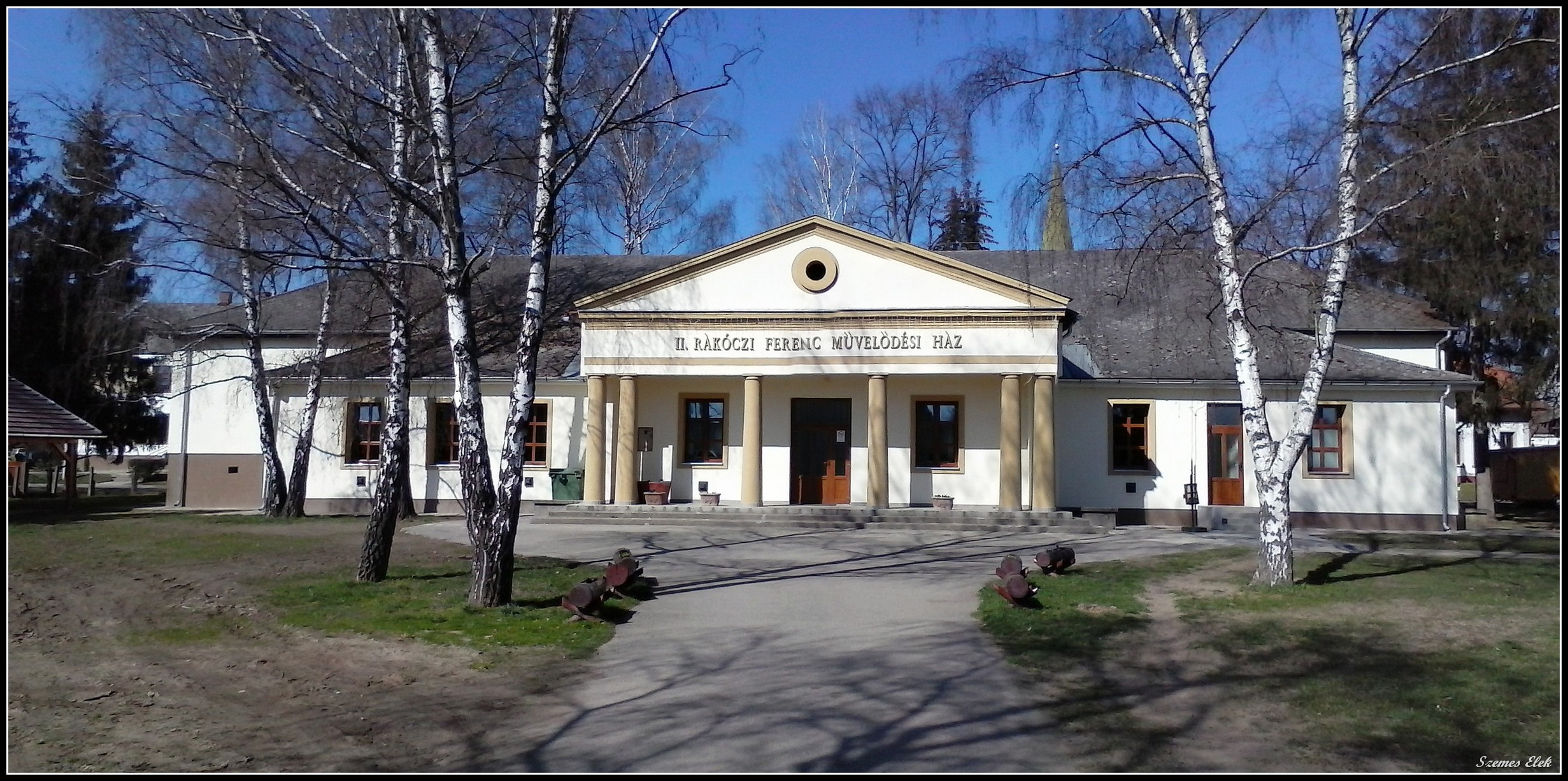
Franz-Rákóczi-Kulturhaus und Bibliothek

Ein statistisches Werk von 1833 gibt für Tarpa 2197 Einwohner in 296 Häusern an. In den 1840er Jahren war Tarpa ein Marktort mit 2490 Einwohnern, die in 430 Häusern lebten. Als nächster Bezugspunkt wird das zwei Stunden entfernte Dorf Tiszaújlak, heute Wylok in der Ukraine, angegeben.
Einen wesentlichen Einschnitt, besonders für den Handel mit landwirtschaftlichen Produkten, brachte der im Anschluss des Ersten Weltkrieges im Juni 1920 geschlossene Vertrag von Trianon, mit dem die Grenze zur Ukraine unmittelbar im Osten des Dorfes festgelegt wurde. Tarpa wurde dadurch von seinen hauptsächlichen Handelspartnern, den Städten Beregszász (Berehowe) und Munkács (Mukatschewo) isoliert. Im Mittelalter gehörte Tarpa zum Komitat Bereg, ab dem 16. Jahrhundert zum Komitat Szatmár und ab 1836 wiederum zu Bereg. Nach der Grenzziehung war das 4000 Einwohner zählende Tarpa der größte Ort des geteilten Komitats Bereg auf ungarischer Seite und wurde deshalb von 1920 bis 1924 zum Verwaltungssitz von Bereg.
Auf dem calvinistischen Friedhof von Tarpa ist der Politiker und Widerstandskämpfer in der Zeit des Nationalsozialismus, Endre Bajcsy-Zsilinszky (1886–1944) beigesetzt. In den 1930er Jahren war er Abgeordneter für den Wahlkreis Bereg im ungarischen Parlament. Gegen Ende des Zweiten Weltkrieges ereignete sich im Oktober 1944 im Nordosten Ungarns eine Operation Debrecen genannte Panzerschlacht mit hohen Verlusten auf Seiten der Roten Armee und der Wehrmacht einschließlich ihrer Verbündeten. In der Folge besetzte die Rote Armee die Gebiete zwischen Theiß und Donau im Nordosten Ungarns. Im November 1944 begann der Abtransport männlicher Zivilisten aus Debrecen und anderen Städten mit der Bahn in die Sowjetunion. Ab Dezember wurden auch aus den Dörfern männliche erwachsene Ungarn, darunter alle Ungarn mit deutschen Familiennamen, zur Zwangsarbeit (málenkij robot) in die Sowjetunion deportiert. Aus Tarpa waren 498 Personen darunter, von denen weniger als 100 lebend zurückkehrten.

## Ortsbild

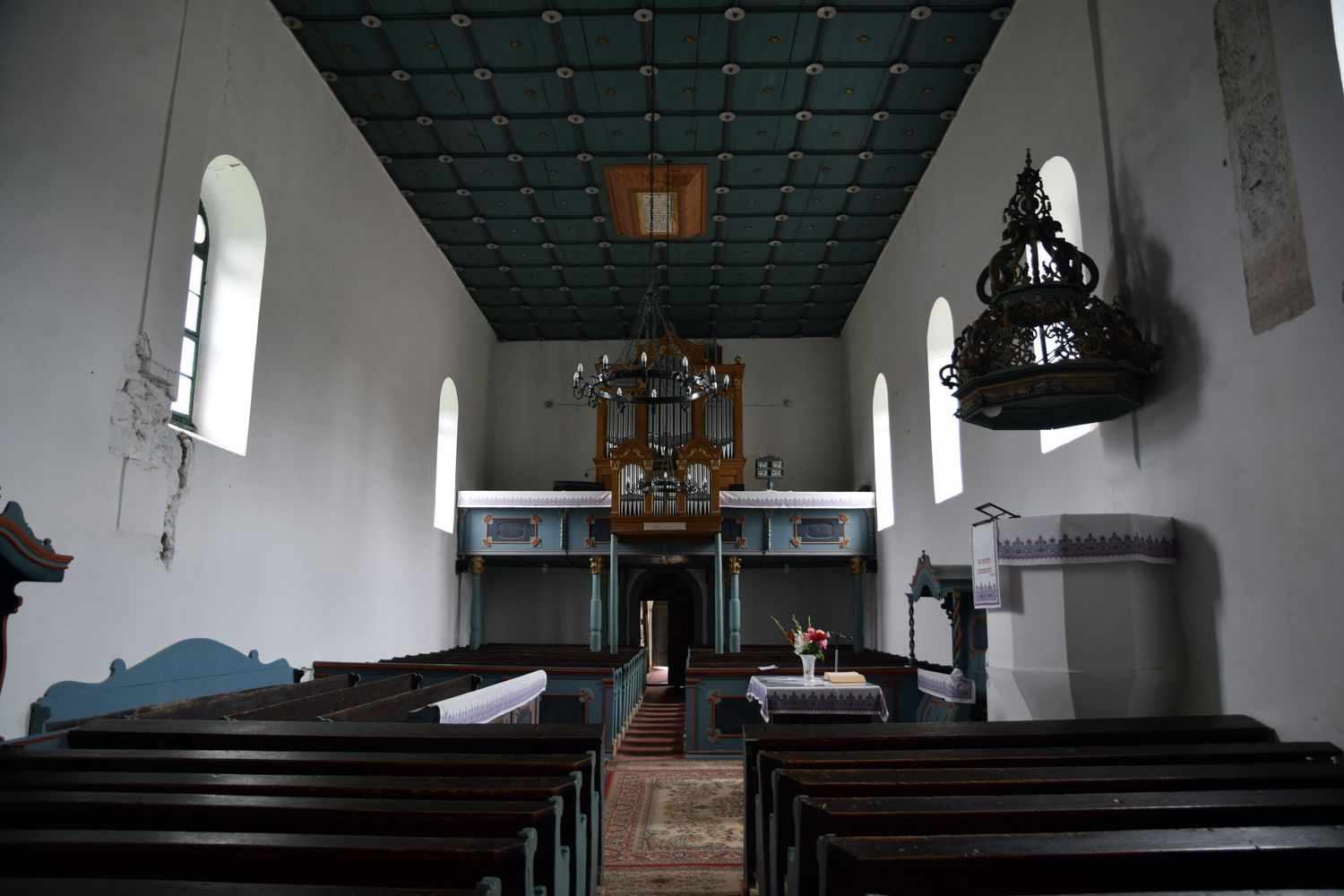
Calvinistische Kirche. Blickrichtung zur Orgel und zum Eingang im Westen

Tarpa ist ein Haufendorf, dessen kurvige Straßen und deren Namen bereits im 18. Jahrhundert existierten. Zur traditionellen Anlage der Siedlung gehören beidseits von den Straßen abgehende lange und schmale Grundstücke, auf denen im hinteren Bereich Feldfrüchte und Obstbäume gedeihen. Die meist eingeschossigen Häuser sind ebenfalls langgestreckt und stehen üblicherweise mit dem Giebel ihres Krüppelwalmdachs zur Straße. An der Längsseite mit dem Eingang befindet sich unter dem von Holzpfosten gestützten Dach eine sich über die gesamte Länge erstreckende Verandah. An der Rückseite der Wohnhäuser sind landwirtschaftliche Nebengebäude angebaut.
Die calvinistische Kirche steht an zentraler Stelle an der Hauptstraße (Kossuth Lajos utca 13). Sie wurde im 15. Jahrhundert im spätgotischen Stil errichtet. Aus dem 15. Jahrhundert blieben die Eingangstür aus Eichenholz mit originalen Scharnieren und Reste von Fresken an der Nordwand des Kirchenschiffs erhalten. Der Betsaal wird über einen Vorraum im Westen betreten. Die Kanzel befindet sich, wie bei calvinistischen Kirchen üblich, inmitten der versammelten Gemeinde, hier vor der Mitte der Nordwand. Die Kanzelhaube ist kunstvoll und filigran aus Holz geschnitzt. Der Orgelempore an der Westseite steht eine zweite Empore an der Ostseite gegenüber. An der Deckenmitte ist ein flacher Kasten befestigt, der – vor Hochwasser sicher – die Bauinschrift enthält. Der quadratische Glockenturm am Westgiebel ist von einem hohen Pyramidendach bekrönt.
Die Gemeindeverwaltung (Polgármesteri hivatal) befindet sich schräg gegenüber der Kirche in einem langgezogenen zweigeschossigen Gebäude mit Mansarddach. Unweit (in der Kossuth Lajos utca 25/A) vermittelt ein Heimatmuseum (tájház) Regionalgeschichte. Das Museum ist in einem ehemaligen Getreidespeicher aus dem 19. Jahrhundert untergebracht. Es zeigt auf zwei Etagen die Geschichte des Ortes und ethnografische Objekte. Einige ausgestellte Objekte beschäftigen sich mit Endre Bajcsy-Zsilinszky.
Das „Franz-Rákóczi-Kulturhaus und Bibliothek“ (Rákóczi Ferenc Művelődési Ház és Könyvtár, in der Kossuth Lajos utca 21/C) ist an seinem klassizistischen Portikus erkennbar.
Zu den Sehenswürdigkeiten gehört ferner das einzige Bauernhaus (paraszti lakóház) dessen Walmdach mit Stroh gedeckt ist. Die Wände des kleinen einstockigen Gebäudes in der Posta utca 22 sind aus Lehmziegeln gemauert und weiß getüncht. In den Jahren 1991/92 wurde es vollständig renoviert.
Im Tamás-Esze-Park (Esze Tamás park) in der Kossuth utca beim Rathaus steht ein 1950 aufgestelltes weißes Standbild aus Stein von Tamás Esze. Es gibt mehrere Pensionen, Lebensmittelläden und Restaurants.
Landesweit ist Tarpa für die Verarbeitung der in der Region wachsenden Zwetschgen bekannt. Die nur hier gedeihende Sorte nemtudom szilva bildet kleine Früchte, die zu einer besonderen Marmelade ohne Zuckerzusatz eingekocht werden. Ein Hersteller vermarktet seit 2005 in Tarpa hergestellte Marmelade und Zwetschgenschnaps als Bioprodukte aus Kleinbetrieben in Deutschland und in der Schweiz.

## Pferdemühle

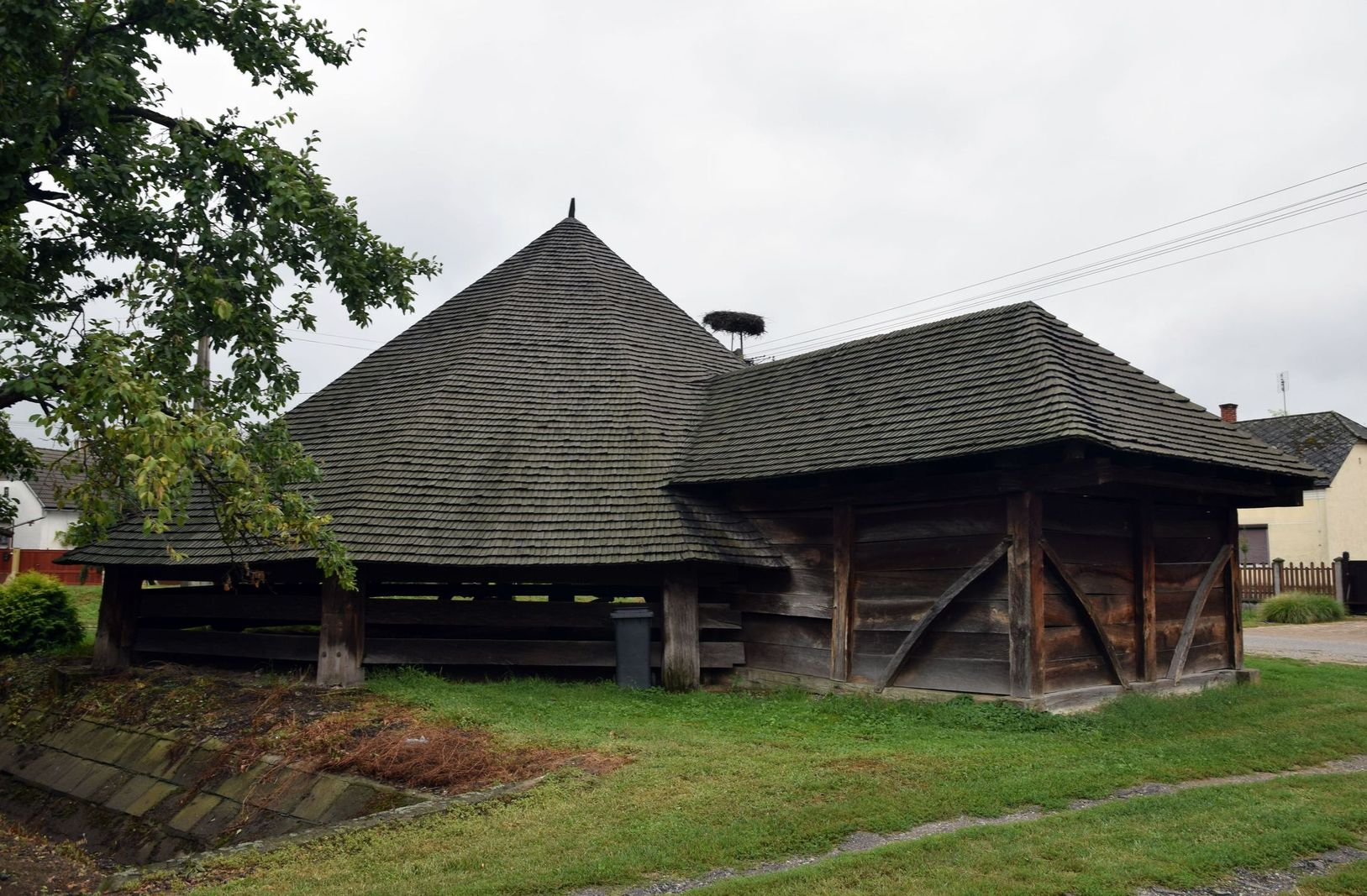
Pferdemühle. Laufgang unter dem Pyramidendach mit angebautem Mahlhaus.

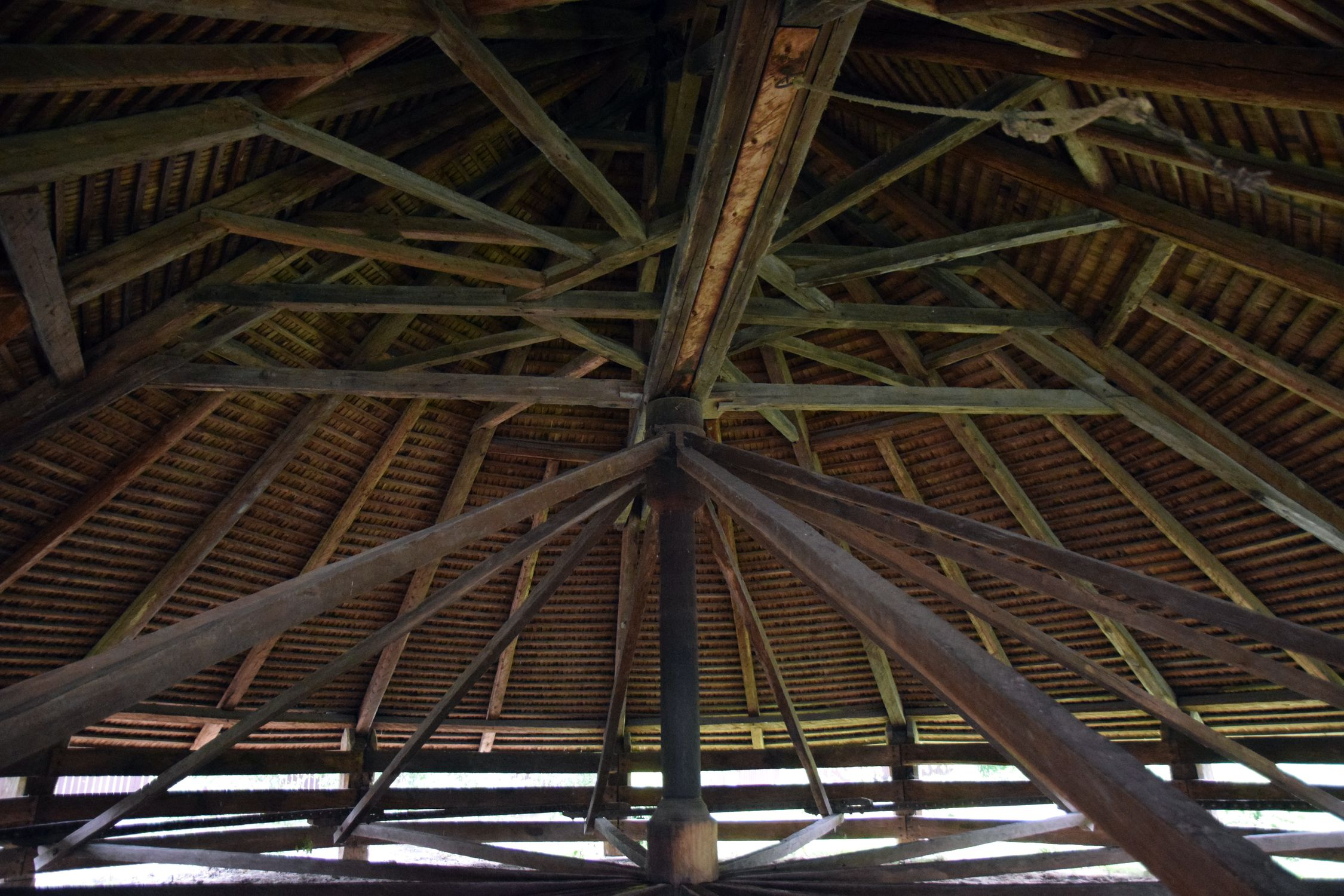
Mit der Schiene oben kann die Achse des Speichenrads schräg gestellt werden.

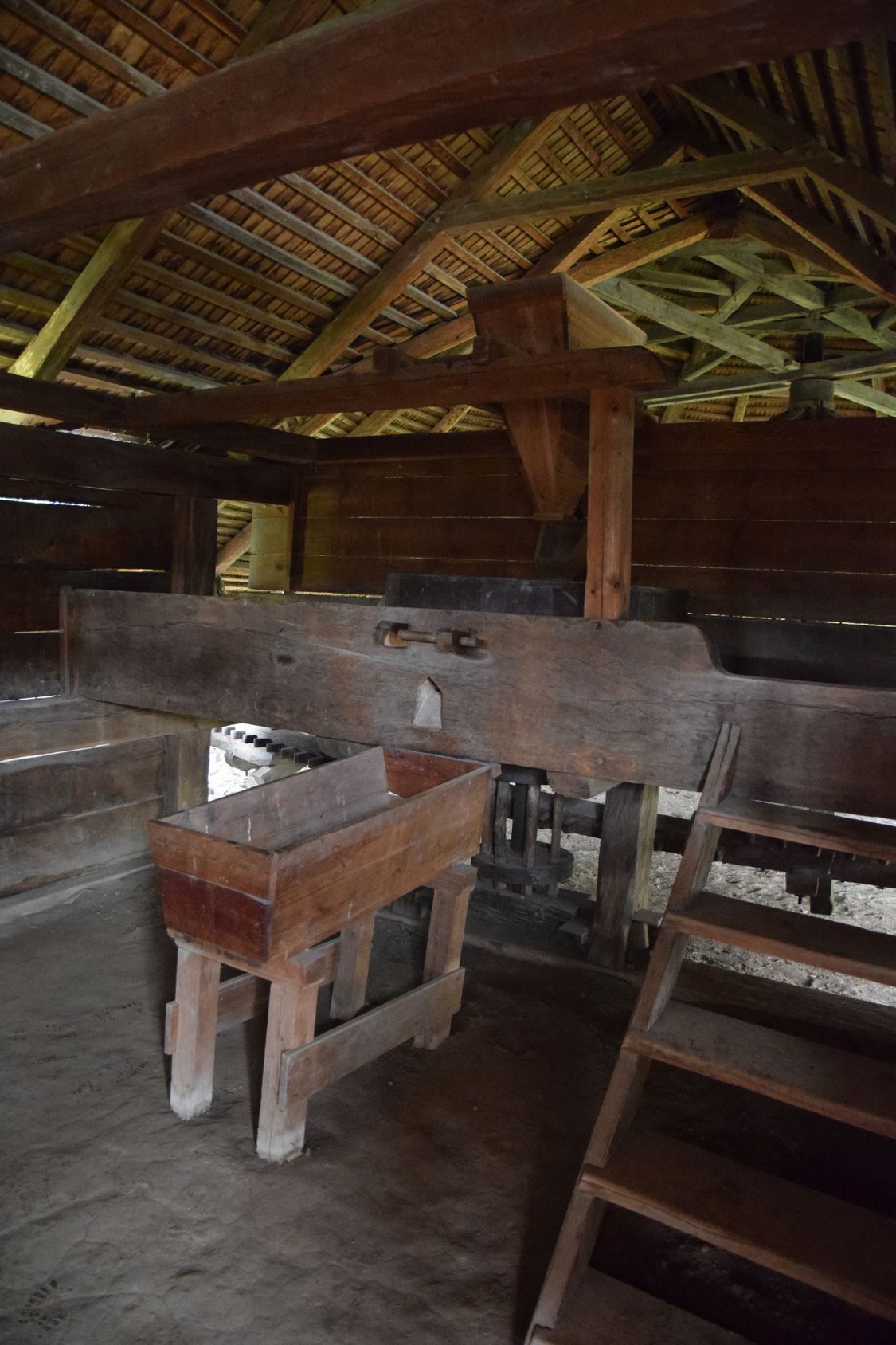
Schütttrichter für Getreidekörner, unten Mehltrog.

Die Hauptsehenswürdigkeit in Tarpa ist eine der wenigen hölzernen Pferdemühlen (Rossmühle, ungarisch szárazmalom, lateinisch rotae equorum) vom Anfang des 19. Jahrhunderts, die in Ungarn vollständig erhalten ist. Eine weitere Pferdemühle aus dem 19. Jahrhundert wurde im Dorf Vámosoroszi im Komitat Szabolcs-Szatmár-Bereg (28 Straßenkilometer südöstlich von Tarpa) und eine in Szarvas (von 1836) weiter südlich in der Großen Ungarischen Tiefebene restauriert. In Ungarn wurden zum Mahlen des Getreides eine große Zahl von Windmühlen eingesetzt. Laut einer Aufstellung wurden 1863 von 22.132 Mühlen in Ungarn 7966 von Pferden oder Ochsen angetrieben. Mit 9173 gab es nur wenig mehr Mühlen an Gewässern; dazu kamen 4301 Schiffmühlen und 147 Dampfmühlen.
Um 1894 standen etwa 95 Prozent aller ungarischer Windmühlen in der Tiefebene. Pferdemühlen wurden nur in Gebieten mit wenig Wind gebaut. Neben den Pferdemühlen wurden Anfang des 19. Jahrhunderts rund 20 Schiffmühlen an der Theiß betrieben; weitere Schiffsmühlen gab es auf der Donau.
Pferdemühlen sind älter als Windmühlen und wurden zuerst von den Römern verwendet. In Ungarn sind Pferdemühlen ab 1412 schriftlich nachgewiesen, am weitesten verbreitet waren sie in Ungarn zwischen dem 16. und 18. Jahrhundert. Mitte des 19. Jahrhunderts begann ihre Zahl zu sinken. Nach Angaben von 1915 existierten 1863 in Ungarn noch 7966 Pferdemühlen, im Jahr 1906 war ihre Zahl auf 916 zurückgegangen. Anfang des 20. Jahrhunderts waren diese Mühlen gegenüber den Dampfmühlen und den von einem Dieselmotor angetriebenen Mühlen kaum noch konkurrenzfähig und verschwanden bald gänzlich. Generell wurden Pferdemühlen mitten in den Dörferm und Windmühlen in deren Umgebung aufgestellt. Die meisten Pferdemühlen Ungarns gab es im Osten des Landes, dort kamen im Gebiet des Flusses Körös und im Nordosten in der Gegend von Tarpa Wind- und Pferdemühlen gleichermaßen vor. Pferdemühlen wurden in diesen Gebieten vor allem in den Sommermonaten gebraucht, wenn die nur im Frühjahr und Herbst starken Winde ausfallen. Pferdemühlen haben abgesehen vom Einsatz der Tiere gegenüber Windmühlen den Nachteil, langsamer zu mahlen. Als sogenannte Trockenmühlen benötigen sie dafür kein fließendes Wasser und sind von den Jahreszeiten unabhängig.
Die Mühle von Tarpa befindet sich in der Árpád utca. Das Göpelwerk ist ein aus Eichenholzbalken konstruierter Rundbau mit einem ausladenden, mit Schindeln gedeckten Pyramidendach als Laufgang für die Pferde, an den ein kleineres rechteckiges Mahlhaus mit Walmdach angebaut ist. Kern der Anlage ist eine senkrechte Achse, die zwischen Boden und Dachgebälk drehbar gelagert ist. Zwölf Speichen verbinden die Achse mit einem ringförmigen Zahnkranz, der bis knapp an die Stützpfosten des Daches heranreicht und durch zwölf diagonale Streben, die mit dem oberen Ende der Achse verbunden sind, im Normalbetrieb waagrecht etwa einen halben Meter über dem Boden gehalten wird. Üblicherweise wurden zwei Pferde eingespannt, die im Kreis gingen und das Speichenrad drehten. Um die Pferde von außen zwischen die Speichen zu führen, konnte die Achse durch Verschieben an einer Gleitschiene am oberen Lager schräg gestellt und dadurch das Speichenrad an einer Seite auf den Boden abgesenkt werden. Bei anderen Pferdemühlen ist das Speichenrad umgekehrt montiert: Die Streben fixieren das Rad von unten über Kopfhöhe, sodass seine Höhe nicht verändert werden muss und sich die Tiere darunter frei bewegen können. Der Zahnkranz trieb ein kleines Holzzahnrad und dieses den oberen Mühlstein im angrenzenden Mahlhaus an. Die Getreidekörner wurden über einen Schütttrichter von oben zugeführt, das Mehl sammelte sich in einem auf vier Pfosten stehenden Holztrog. Die Pferde schafften durch die hohen Reibungsverluste mit großer Anstrengung nur eine Umdrehung in der Minute, weshalb es mehrere Stunden dauerte, um 100 Kilogramm Mehl zu mahlen.
Als die Mühle stillgelegt war, wurden die drehbaren Teile entfernt. Bei dem verbleibenden freien Raum wurde die bislang nur aus Brettern bestehende äußere Begrenzung durch eine Lehmziegelmauer geschlossen und das Schindeldach mit Blech überdeckt. In dieser Form diente die Mühle seit 1930 als Versammlungsort der Gemeinde, etwa für Hochzeiten. Im Jahr 1975 wurde die Mühle zu einem Kulturdenkmal erklärt. Von 1980 bis 1981 stellte man den ursprünglichen Zustand wieder her und versetzte die Mühle in einen funktionsfähigen Zustand.

## Gemeindepartnerschaften
- Zagon, Rumänien